# José de Espronceda

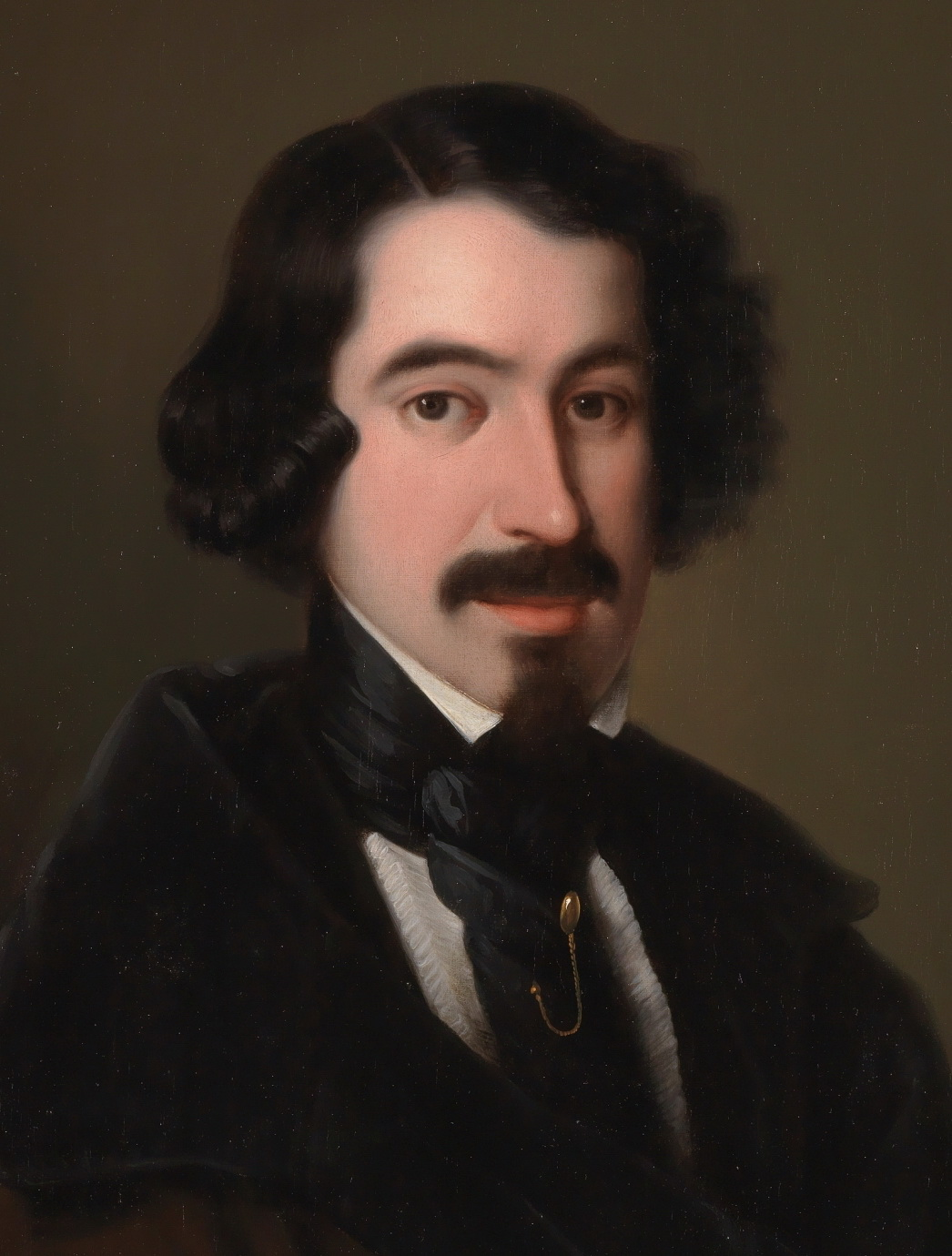
José de Espronceda

José Ignacio Javier Oriol Encarnación de Espronceda y Delgado (* 25. März 1808 in Almendralejo (Provinz Badajoz); † 23. Mai 1842 in Madrid) war ein spanischer Dichter der Romantik.

## Leben
José de Espronceda war bereits als Mittelschüler am Colegio de San Mateo in Madrid Vorsitzender der Geheimgesellschaft „Los numantinos“ (1823–1825) und wurde daher strafweise für fünf Jahre in ein Kloster in Guadalajara verbannt. Auf verschiedene Umtriebe in der Welt der spanischen Freimaurerei folgten polizeiliche Verfolgung, Gefängnishaft und schließlich 1826 Emigration nach Gibraltar, Lissabon, London, Brüssel und Paris. Er verliebte sich in die 16-jährige Teresa Mancha, Tochter des liberalen Oberst Epifanio Mancha, und reiste ihr nach London nach. Espronceda nahm aktiven Anteil an der französischen Juli-Revolution von 1830 und an einer gescheiterten Verschwörung gegen Ferdinand VII. Nach seiner Rückkehr fand er Teresa mit einem Kaufmann namens Guillermo del Amo verheiratet vor, entführte sie 1831, es kam zur Geburt einer gemeinsamen Tochter, Blanca. Nach der Amnestie von 1833 konnte Espronceda nach Spanien zurückkehren und wurde 1841 republikanischer Abgeordneter, dennoch stand er stets unter Polizeibeobachtung. Teresa verließ ihn 1836 und starb bald darauf an Tuberkulose. Von da an widmete sich Espronceda der Politik und dem Journalismus. Unter anderem war er Abgeordneter der spanischen Cortes für das Partido Progresista. 
Er starb mit 34 Jahren an Diphtherie.

## Werk
Espronceda ist ein Dichter der Verzweiflung und Begeisterung, oft effekthascherisch und pathetisch, doch andererseits zeichnen ihn große Musikalität und Phantasie aus. Er übte heftigen Protest gegen die konservative Gesellschaft und gab daher oft Außenseitern wie dem Piraten, dem Bettler, dem Henker etc. eine Stimme in seinen Gedichten. Seine Protagonisten rebellieren gegen Gesellschaft und Konvention, er pflegt einen anarchischen Individualismus à la Byron. Espronceda war Wegbereiter der engagierten Literatur (siehe seine journalistischen Arbeiten, insbesondere den berühmten Artikel „Libertad, Igualdad, Fraternidad“ von 1835). Er gründete die Zeitung El Siglo, die nach nur 14 Ausgaben der spanischen Zensur zum Opfer fiel: Die berühmte letzte Ausgabe bestand nur aus Überschriften und weißen Flächen.

### Lyrik
- „Canción del pirata“ 1830 (Lied des Piraten)
- Canciones 1840, 5 Gedichte in bewusst volkstümlicher Sprache, ohne Rücksicht auf Metrik: „El canto del cosaco“, „El mendigo“, „El reo de muerte“, „El verdugo“, „A Jarifa en una orgía“
- „El estudiante de Salamanca“ 1840 (Der Student von Salamanca): Erzählendes Gedicht, Ballade.
- El diablo mundo 1841 (Der Weltteufel): Eposfragment mit Faustthema, darin der berühmte „Canto a Teresa“

## Sekundärliteratur
- Christoph Strosetzki: Geschichte der spanischen Literatur. 2. Auflage. Niemeyer, Tübingen 1996, ISBN 3-484-50307-6.
- Hans U. Gumbrecht: Eine Geschichte der spanischen Literatur. Suhrkamp, Frankfurt am Main 1998, ISBN 3-518-58062-0.
- Martin Franzbach: Geschichte der spanischen Literatur im Überblick. Reclam, Stuttgart 2002, ISBN 3-15-008861-5.
- Hans-Jörg Neuschäfer: Spanische Literaturgeschichte. 2. Auflage. Metzler, Stuttgart 2006, ISBN 3-476-01857-1.